# HSC Gotlandia
HSC Superrunner Jet II (ex Gotland, Gotlandia) är en passagerarfärja ägd av Seajets och trafikerar i den grekiska övärlden från och med sommaren 2023. Hon byggdes på Alstom Leroux Naval i Frankrike och levererades 1999. Ombord finns bland annat restaurangtorg, café, butik och lekrum. HSC Superrunner Jet II hette tidigare HSC Gotland samt HSC Gotlandia och var i tjänst för Destination Gotland mellan 1999 och 2023 mellan Visby-Nynäshamn/Oskarshamn/Västervik.
HSC Gotlandia gick i Gotlandstrafiken fram till 2018 då hon togs ur trafik för sista gången.
Efterföljande 5 år på Gotland blev hon liggande i väntan på försäljning då hon blev överflödig när de nya färjorna M/S Visby (2018) samt M/S Gotland (2019) sattes i trafik. Efter planer på återvinning såldes Gotlandia i februari 2023 till Seajets och övertogs i Visby hamn den 8 mars 2023, då hon även fick sitt nya namn HSC Superrunner Jet 2 och sin nya hemmahamn Limassol. Idag trafikerar Superrunner Jet II i den grekiska övärlden.